# Live in Bloom
Live in Bloom è un album Live degli Alphataurus, pubblicato dalla AMS Records nel marzo del 2012.

## Tracce
1. Peccato d'orgoglio – 13:26 (Funky (Vittorio De Scalzi), Pietro Pellegrini)
2. Ombra muta – 9:56 (Funky (Vittorio De Scalzi), Pietro Pellegrini)
3. Ripensando e... – 7:36 (Claudio Falcone, Pietro Pellegrini, Guido Wassermann, Gianpaolo Santandrea, Fabio Rigamonti)
4. La mente vola – 11:03 (Funky (Vittorio De Scalzi), Pietro Pellegrini)
5. Dopo l'uragano – 7:28 (Funky (Vittorio De Scalzi), Pietro Pellegrini)
6. Valigie di terra – 12:02 (Claudio Falcone, Pietro Pellegrini, Guido Wassermann, Gianpaolo Santandrea, Fabio Rigamonti)
7. Ringraziamenti – 1:43
8. Croma – 4:05 (Funky (Vittorio De Scalzi), Pietro Pellegrini)

Durata totale: 67:19

## Musicisti
- Claudio Falcone - voce solista, percussioni
- Pietro Pellegrini - organo, sintetizzatore
- Andrea Guizzetti - pianoforte, tastiere, voce
- Guido Wassermann - chitarra, voce
- Fabio Rigamonti - basso, voce
- Giorgio Santandrea - batteria

Note aggiuntive
- Alphataurus - produttori
- Gianpaolo Santandrea - produttore
- Matthias Scheller - produttore esecutivo
- Registrato dal vivo al Bloom di Mezzago (Milano) il 6 novembre 2010 da Marcello Mantovani
- Missaggi effettuati presso lo studio Page One da Gianpaolo Santandrea e Pietro Pellegrini
- Mastering eseguito presso lo studio Audio Master da Marco Lacchini[1]